# RTN (Radio)
RTN ist ein privates, französischsprachiges Schweizer Rundfunkprogramm. Das Programm ist generalistisch, legt Wert auf bürgernahe Informationen und hat einen öffentlich-rechtlichen Auftrag. Das 1984 gegründete Radio sendet auf UKW im Kanton Neuenburg, im Norden des Kantons Waadt sowie in einem Teil des Broyebezirks. Seit 2014 sendet sie auch über DAB+ in der gesamten Westschweiz. Ihre Studios befinden sich in Marin im Kanton Neuenburg.
Bis 2024 gehörte sie zur Gruppe von Pierre Steulet, dem Verwalter von BNJ FM, das auch aus RFJ, RJB und BNJ Suisse SA (GRRIF) besteht. Im Jahr 2025 erhielt sie erneut und für die nächsten 10 Jahre die vom BAKOM erteilte französischsprachige Konzession für die Region Neuenburg. RTN beschäftigt rund 50 Mitarbeiter in 40 Vollzeitstellen.